# AACTA Awards 2019
Die 9. Verleihung der australischen AACTA Awards (englisch 9th AACTA Awards), die jährlich von der Australian Academy of Cinema and Television Arts (AACTA) vergeben werden, fand zweigeteilt am 2. und 4. Dezember 2019 im Casino The Star in Sydney statt. Die AACTA Awards sind die Fortsetzung der AFI Awards, die von 1958 bis 2010 durch das Australian Film Institute (AFI) vergeben wurden. Sie ehrten die besten australischen Filme und Sendungen des Jahres 2019 und sind so das Gegenstück zu den im Januar 2020 stattgefundenen neunten AACTA International Awards für internationale Filme. Die Verleihung wurde bei Seven Network gezeigt.

## Gewinner und Nominierte
| Film                                     | N  | A |
| ---------------------------------------- | -- | - |
| The Nightingale – Schrei nach Rache      | 15 | 6 |
| The King                                 | 13 | 4 |
| Hotel Mumbai                             | 13 | 1 |
| Judy & Punch                             | 09 | 2 |
| Danger Close – Die Schlacht von Long Tan | 03 | 1 |
| Hearts and Bones                         | 03 | 0 |
| Hochzeit Down Under                      | 03 | 0 |
| Ride Like a Girl – Ihr größter Traum     | 03 | 0 |
| I Am Mother                              | 02 | 0 |

### Bester Film
The Nightingale – Schrei nach Rache (The Nightingale) – Produktion: Kristina Ceyton, Steve Hutensky, Jennifer Kent und Bruna Papandrea
Hotel Mumbai – Produktion: Mike Gabrawy, Gary Hamilton, Basil Iwanyk, Andrew Ogilvie, Julie Ryan und Jomon Thomas
Judy & Punch – Produktion: Michele Bennett, Nash Edgerton und Danny Gabai
The King – Produktion: Joel Edgerton, Dede Gardner, Jeremy Kleiner, David Michôd, Brad Pitt und Liz Watts
Ride Like a Girl – Ihr größter Traum (Ride Like a Girl) – Produktion: Rachel Griffiths, Richard Keddie und Susie Montague-Delaney
Hochzeit Down Under (Top End Wedding) – Produktion: Rosemary Blight, Kate Croser und Kylie du Fresne

### Beste Regie
Jennifer Kent – The Nightingale – Schrei nach Rache (The Nightingale)
Mirrah Foulkes – Judy & Punch
Anthony Maras – Hotel Mumbai
David Michôd – The King

### Bestes Drehbuch
Jennifer Kent – The Nightingale – Schrei nach Rache (The Nightingale)
John Collee und Anthony Maras – Hotel Mumbai
Joel Edgerton und David Michôd – The King
Mirrah Foulkes – Judy & Punch

### Bester Hauptdarsteller
Damon Herriman – Judy & Punch
Timothée Chalamet – The King
Baykali Ganambarr – The Nightingale – Schrei nach Rache (The Nightingale)
Dev Patel – Hotel Mumbai
Hugo Weaving – Hearts and Bones

### Beste Hauptdarstellerin
Aisling Franciosi – The Nightingale – Schrei nach Rache (The Nightingale)
Nazanin Boniadi – Hotel Mumbai
Teresa Palmer – Ride Like a Girl – Ihr größter Traum (Ride Like a Girl)
Miranda Tapsell – Hochzeit Down Under (Top End Wedding)
Mia Wasikowska – Judy & Punch

### Bester Nebendarsteller
Joel Edgerton – The King
Damon Herriman – The Nightingale – Schrei nach Rache (The Nightingale)
Andrew Luri – Hearts and Bones
Ben Mendelsohn – The King
Michael Sheasby – The Nightingale – Schrei nach Rache (The Nightingale)

### Beste Nebendarstellerin
Magnolia Maymuru – The Nightingale – Schrei nach Rache (The Nightingale)
Tilda Cobham-Hervey – Hotel Mumbai
Hilary Swank – I Am Mother
Bolude Watson – Hearts and Bones
Ursula Yovich – Hochzeit Down Under (Top End Wedding)

### Beste Filmmusik
François Tétaz – Judy & Punch
Volker Bertelmann – Hotel Mumbai
David Hirschfelder – Ride Like a Girl – Ihr größter Traum (Ride Like a Girl)
Caitlin Yeo – Danger Close – Die Schlacht von Long Tan (Danger Close: The Battle of Long Tan)

### Beste Kamera
Adam Arkapaw – The King
Radek Ladczuk – The Nightingale – Schrei nach Rache (The Nightingale)
Nick Remy Matthews – Hotel Mumbai
Ben Nott – Danger Close – Die Schlacht von Long Tan (Danger Close: The Battle of Long Tan)

### Bester Schnitt
Anthony Maras und Peter McNulty – Hotel Mumbai
Dany Cooper – Judy & Punch
Simon Njoo – The Nightingale – Schrei nach Rache (The Nightingale)
Peter Sciberras – The King

### Bestes Szenenbild
Fiona Crombie und Alice Felton – The King
Josephine Ford – Judy & Punch
Alex Holmes – The Nightingale – Schrei nach Rache (The Nightingale)
Steven Jones-Evans – Hotel Mumbai

### Beste Kostüme
Jane Petrie – The King
Anna Borghesi – Hotel Mumbai
Edie Kurzer – Judy & Punch
Margot Wilson – The Nightingale – Schrei nach Rache (The Nightingale)

### Beste Frisuren und bestes Make-up
Anita Lowe, Paul Pattison, Zeljka Stanin und Cheryl Williams – Lambs of God
Alessandro Bertolazzi – The King
Angela Conte, Paul Katte, Nick Nicolaou und Rose Saffioti – Nekrotronic
Larry Van Duynhoven, Nikki Gooley und Cassie O’Brien – The Nightingale – Schrei nach Rache (The Nightingale)

### Bester Ton
Liam Egan, Les Fiddess, Alicia Slusarski, Tony Murtagh, Robert Sullivan und Craig Walmsley – Danger Close – Die Schlacht von Long Tan (Danger Close: The Battle of Long Tan)
James Currie, Nakul Kamte, Sam Petty, Petar Ristic und Pete Smith – Hotel Mumbai
Gareth John, Leah Katz, Robert Mackenzie, Sam Petty, Mario Vaccaro und Tara Webb – The King
Leah Katz, Robert Mackenzie, Dean Ryan und Pete Smith – The Nightingale – Schrei nach Rache (The Nightingale)

### Beste visuelle Effekte oder beste Animationen
Adam Gailey, Michael Perdew, Brendan Seals und Andrew Zink – Spider-Man: Far From Home
Paul Butterworth, Damien Carr, Greg Jowle und Christopher Townsend – Captain Marvel
Hal Couzens, Dennis Jones, Richard Stammers, Corinne Teng und Hayley Williams – Dumbo
Jonathan Dearing und Chris Spry – I Am Mother
Kimberly Nelson LoCascio, Kelvin McIlwain, David Nelson und Josh Simmonds – Aquaman

### Bestes Casting
Nikki Barrett – The Nightingale – Schrei nach Rache (The Nightingale)
Ann Fay, Leigh Pickford und Trishaan Sarkar – Hotel Mumbai
Des Hamilton und Francine Maisler – The King
Anousha Zarkesh – Total Control

### Bester Dokumentarfilm
The Australian Dream – Regie: Daniel Gordon; Produktion: John Battsek, Nick Batzias, Sarah Thomson und Virginia Whitwell
The Eulogy – Regie: Janine Hosking; Produktion: Katey Grusovin, Janine Hosking und Trish Lake
The Final Quarter – Regie: Ian Darling; Produktion: Ian Darling und Mary Macrae
In My Blood It Runs – Regie: Maya Newell; Produktion: Larissa Behrendt, Rachel Naninaaq Edwardson, Sophie Hyde und Maya Newell
Mystify: Michael Hutchence – Regie: Richard Lowenstein; Produktion: John Battsek, Mark Fennessy, Maya Gnyp, Andrew de Groot, Richard Lowenstein, Lynn-Maree Milburn und Sue Murray

### Bester Dokumentar-Kurzfilm
Home Front: Facing Australia’s Climate Emergency – Regie und Produktion: Luke Taylor
Demonic – Regie: Pia Borg; Produktion: Pia Borg, Bonnie McBride und Anna Vincent
War Mothers: Unbreakable – Regie: Stefan Bugryn; Produktion: Stefan Bugryn und Steven Zelko
Woven Threads – Regie: Michi Marosszeky; Produktion: Michi Marosszeky und Paul Sullivan

### Bester Kurzfilm
The Egg – Regie: Jane Cho; Produktion: Jane Cho und Ilana Lazar
Rebooted – Regie: Michael Shanks; Produktion: Nicholas Colla und Chris Hocking
Snare – Regie: Madeleine Gottlieb; Produktion: Madeleine Gottlieb und Tom Slater
Yulubidyi: Until the End – Regie: Nathan Mewett und Curtis Taylor; Produktion: Glen Stasiuk

### Bester animierter Kurzfilm
Pinchpot – Regie und Produktion: Greg Holfeld
Jasper – Regie: Simon Rippingale; Produktion: Alessandra Grasso
Sohrab and Rustum – Regie und Produktion: Lee Whitmore
Sole – Regie und Produktion: Erika Ju, Yori Narpati und Quynh Truong

### Bester Independentfilm
Buoyancy – Regie: Rodd Rathjen; Produktion: Kristina Ceyton, Samantha Jennings und Rita Walsh
Book Week – Regie: Heath Davis; Produktion: Heath Davis und Joe Weatherstone
Acute Misfortune – Regie: Thomas M. Wright; Produktion: Jamie Houge, Virginia Kay, Liz Kearney und Thomas M. Wright
Emu Runner – Regie: Imogen Thomas; Produktion: Antonia Barnard, Victor Evatt, John Fink und Imogen Thomas
Sequin in a Blue Room – Regie: Samuel Van Grinsven; Produktion: Linus Gibson und Sophie Hattch

### Bester asiatischer Film
Parasite (기생충), Südkorea – Produktion: Bong Joon-ho, Jang Young-hwan, Kwak Sin-ae und Moon Yang-kwon
Andhadhun, Indien – Produktion: Keval Garg, Sriram Raghavan und Sanjay Rautray
Gully Boy, Indien – Produktion: Farhan Akhtar, Zoya Akhtar und Ritesh Sidhwani
Hello, Love, Goodbye, Philippinen – Produktion: Cathy Garcia-Molina und Carlo L. Katigbak
Ne Zha (哪吒), China – Produktion: Liu Wenzhang, Wei Yunyun und Yu Yang
Shadow (影), China – Produktion: Ellen Eliasoph, Liu Jun, Pang Liwei, Wang Xiaozhu, Zhang Yimou und Zhang Zhao
Super Deluxe, Indien – Produktion: S. D. Ezhilmathy und Thiagarajan Kumararaja
Die wandernde Erde (流浪地球), China – Produktion: Gong Geer, Frant Gwo und Wang Hong
We Are Little Zombies (ウィーアーリトルゾンビーズ), Japan – Produktion: Haruhiko Hasegawa, Makoto Nagahisa, Shin’ichi Takahashi, Taihei Yamanishi und Haruki Yokoyama

### Beste Dramaserie
Total Control – Produktion: Darren Dale, Miranda Dear und Rachel Griffiths
Bloom – Produktion: Glen Dolman, David Maher, Sue Seeary und David Taylor
Mr Inbetween – Produktion: Michele Bennett
Secret City: Under the Eagle – Produktion: Matt Cameron, Penny Chapman, Stephen Corvini, Carly Heaton und Penny Win
Wentworth – Produktion: Pino Amenta und Jo Porter

### Beste Comedyserie
Milcheinschuss (The Letdown) – Produktion: Alison Bell, Linda Micsko, Julian Morrow und Sarah Scheller
Frayed – Produktion: Sharon Horgan, Clelia Mountford, Nicole O’Donohue und Kevin Whyte
Rosehaven – Produktion: Luke McGregor, Celia Pacquola, Andrew Walker und Kevin Whyte
Sammy J – Produktion: Michelle Buxton, Sammy J und Chris McDonald
Utopia – Produktion: Santo Cilauro, Tom Gleisner, Michael Hirsh und Rob Sitch

### Bester Fernsehfilm oder beste Miniserie
Lambs of God – Produktion: Elisa Argenzio, Helen Bowden, Sarah Lambert und Jason Stephens
The Cry – Produktion: Brian Kaczynski, Stuart Menzies und Claire Mundell
Fighting Season – Produktion: Elisa Argenzio, Blake Ayshford und Kylie du Fresne
The Hunting – Produktion: Sophie Hyde, Lisa Scott und Rebecca Summerton
On the Ropes – Produktion: Helen Bowden, Jason Stephens und Courtney Wise

### Beste Kinderserie
Bluey – Produktion: Charlie Aspinwall, Sam Moor und Daley Pearson
Drop Dead Weird – Produktion: Sally Browning, Kylie Mascord und Monica O’Brien
Hardball – Produktion: Catherine Nebauer,  Bernadette O’Mahony, Jan Stradling und Joe Weatherstone
Die Kinderdetektei (The Inbestigators) – Produktion: Robyn Butler und Wayne Hope
The Unlisted – Produktion: Angie Fielder, Justine Flynn und Polly Staniford

### Beste Unterhaltungssendung
Lego Masters Australia – Produktion: AJ Johnson, Eoin Maher und David McDonald
Australia’s Got Talent – Produktion: David Briegel-Jones, Digby Mitchell und Jonathon Summerhayes
Australian Ninja Warrior – Produktion: Mark Barlin, Amelia Fisk und Julie Ward
Hard Quiz – Produktion: Tom Gleeson, Charlie Pickering, John Tabbagh, Chris Walker und Kevin Whyte
The Masked Singer Australia – Produktion: Janine Cooper und Sean Kneale

### Beste Realitysendung
Australian Survivor: Champions v Contenders – Produktion: Adam Fergusson und Amelia Fisk
The Block – Produktion: David Barbour und Julian Cress
Married at First Sight – Produktion: Kate Feely, Emma Lamb und Tara McWilliams
MasterChef Australia – Produktion: Marty Benson und Adam Fergusson
My Kitchen Rules – Produktion: Nicole Anthony, David Dutton, Therese Hegarty, Joe Herdman und Angus Ross

### Beste Lifestylesendung
Love It or List It Australia – Produktion: Geoff Fitzpatrick, Howard Myers und Karen Warner
Destination Flavour China – Produktion: Olivia Hoopmann und Joshua Martin
Grand Designs Australia – Produktion: Brooke Bayvel und Michael O’Neill
The Great Australian Bake Off – Produktion: David Briegel-Jones und Nicole Rogers
Selling Houses Australia – Produktion: Geoff Fitzpatrick, Sonia Harding und Sally Joyce

### Beste Hauptdarsteller – Drama
Scott Ryan – Mr Inbetween
Patrick Brammall – Glitch
Bryan Brown – Bloom
Ewen Leslie – The Cry
Sam Reid – Lambs of God

### Beste Hauptdarstellerin – Drama
Deborah Mailman – Total Control
Jenna Coleman – The Cry
Essie Davis – Lambs of God
Ann Dowd – Lambs of God
Anna Torv – Secret City: Under the Eagle

### Bester Neben- oder Gastdarsteller – Drama
Richard Roxburgh – The Hunting
Damon Herriman – Lambs of God
Damon Herriman – Mr Inbetween
Ewen Leslie – Fighting Season
John Stanton – Bloom

### Beste Neben- oder Gastdarstellerin – Drama
Rachel Griffiths – Total Control
Kate Box – Les Norton
Asher Keddie – The Cry
Brooke Satchwell – Mr Inbetween
Jacki Weaver – Bloom

### Bester Darsteller – Comedy
Alison Bell – Milcheinschuss (The Letdown)
Celia Pacquola – Rosehaven
Celia Pacquola – Utopia
Rob Sitch – Utopia
Miranda Tapsell – Get Krack!n

### Beste Regie im Fernsehen
Jeffrey Walker – Lambs of God (Episode 1 Es kommt der Teufel in das Paradies)
Alison Bell und Sarah Scheller – Milcheinschuss (The Letdown, Episode 9)
Ana Kokkinos – The Hunting (Episode 3 #scheißtypen)
Rachel Perkins – Total Control (Episode 3)

### Bestes Drehbuch im Fernsehen
Niki Aken und Matthew Cormack – The Hunting (Episode 3 #scheißtypen)
Santo Cilauro, Tom Gleisner und Rob Sitch – Utopia (Episode 26 Working with Children)
Sarah Lambert – Lambs of God (Episode 1 Es kommt der Teufel in das Paradies)
Jacquelin Perske – The Cry (Episode 2)